# Toscolano-Maderno
Toscolano-Maderno är en stad och en kommun i provinsen Brescia i Lombardiet i norra Italien. Kommunen hade 7 881 invånare (2018) och gränsar till kommunerna Gardone Riviera, Gargnano, Torri del Benaco och Vobarno.